# Louis Parrocel

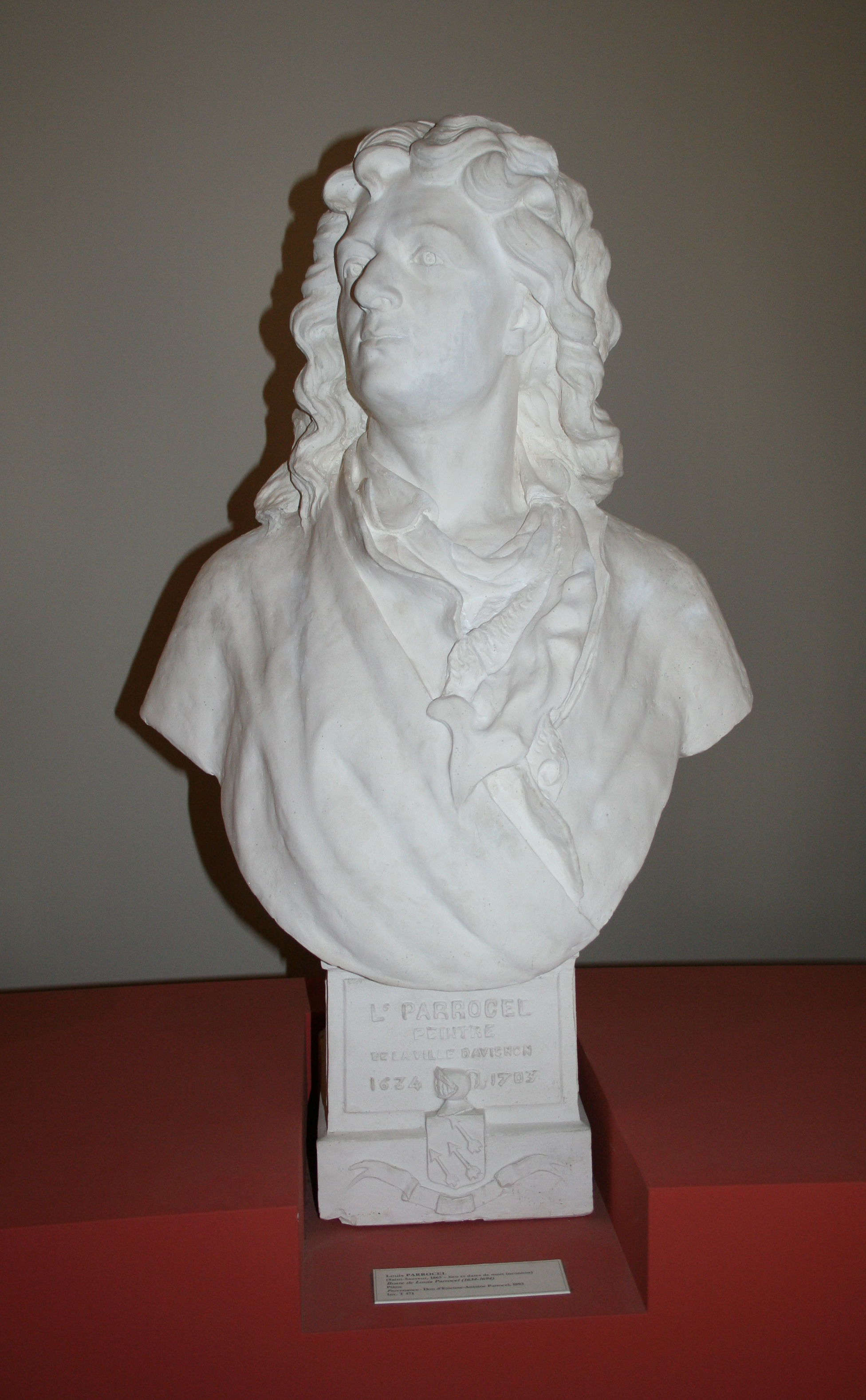
Porträtbüste von Louis Parrocel

Louis Parrocel (* 18. Februar 1634 in Brignoles; † 1. Dezember 1694 in Avignon) war ein südfranzösischer Barockmaler.

## Leben und Werk
Louis Parrocel war ein Angehöriger der vom 16. bis zum 18. Jahrhundert im Südosten Frankreichs aktiven Malerfamilie Parrocel. Er war der Sohn von Barthélemy Parrocel († um 1660) und seiner Gemahlin Catherine Simon sowie der jüngere Bruder von Joseph Parrocel.
Mit Ausnahme weniger Jahre, die er in Paris verbrachte, lebte und arbeitete Louis Parrocel im Süden Frankreichs. Im Jahr 1666 heiratete er Dorothée de Rostang, mit der er vier Söhne hatte, von denen zwei (Pierre Parrocel und Ignace Jacques Parrocel) ebenfalls Maler wurden. In den 1660er und 1670er Jahren erhielt er Aufträge zur Ausmalung einiger Säle des Rathauses von Avignon. Die meisten seiner Bilder haben jedoch religiöse Themen und befinden sich in einigen städtischen Kirchen Südfrankreichs (z. B. in Avignon und Cavaillon).